# Monteró
El Monteró és una muntanya de 575 metres que es troba al municipi de Camarasa, a la comarca catalana de la Noguera.
Al cim podem trobar-hi un vèrtex geodèsic (referència 257103001).
Aquest cim està inclòs al llistat dels 100 cims de la FEEC.